# ダニー・ウッドバーン
ダニー・ウッドバーン（Danny Woodburn,  1964年7月26日 - ）は、アメリカ合衆国の俳優、コメディアンである。

## 来歴
1964年、ペンシルベニア州フィラデルフィアに生まれる。地元の高校を卒業後、テンプル大学へ進学して演技を学んだ。舞台で経験を積んだ後、ロサンゼルスへ拠点を移し、1990年代前半から『ジェシカおばさんの事件簿』などのテレビドラマへ出演し始めてキャリアをスタート。小人症という特徴を生かし、順調にキャリアを構築させている。コメディアンとしてスタンダップ・コメディの経験もあるので、アーノルド・シュワルツェネッガー主演の『ジングル・オール・ザ・ウェイ』やダニー・デヴィート監督の『デス・トゥ・スムーチー』、『となりのサインフェルド』などのコメディ作品への出演も多い。近年では2014年に製作された『ティーンエイジ・ミュータント・ニンジャ・タートルズ』でタートルズの育ての親でもあるスプリンターを演じている。

## 出演作品

### 映画
- A Spinal Tap Reunion: The 25th Anniversary London Sell-Out (1992)
- The Magic of the Golden Bear: Goldy III (1994)
- ロード・オブ・イリュージョン Lord of Illusions (1995)
- ウエストサイド・ワルツ The West Side Waltz (1995) ※テレビ映画
- ジングル・オール・ザ・ウェイ Jingle All the Way (1996)
- ライラ フレンチKISSをあなたと Lost & Found (1999)
- 彼女を見ればわかること Things You Can Tell Just by Looking at Her (2000)
- フリントストーン2/ビバ・ロック・ベガス The Flintstones in Viva Rock Vegas (2000)
- Sticks (2001)
- デス・トゥ・スムーチー Death to Smoochy (2002)
- Employee of the Month (2006)
- Redrum (2007)
- Tom Cool (2009)
- ウォッチメン Watchmen (2009)
- Love, Gloria (2011)
- 白雪姫と鏡の女王 Mirror Mirror (2012)
- バッド・アス Bad Ass (2012)
- Santa Paws 2: The Santa Pups (2012)
- ドラゴン・タトゥーな女 in パラノーマル・アクティビティ 30 Nights of Paranormal Activity with the Devil Inside the Girl with the Dragon Tattoo (2013)
- All American Christmas Carol (2013)
- The Identical (2014)
- ティーンエイジ・ミュータント・ニンジャ・タートルズ Teenage Mutant Ninja Turtles (2014)
- ラバランチュラ 全員出動! Lavalantula (2015)
- Monkey Up (2016)
- Teenage Mutant Ninja Turtles: Out of the Shadows (2016)

### テレビドラマ
- Hunter (1991)
- ジェシカおばさんの事件簿 Murder, She Wrote (1993)
- となりのサインフェルド Seinfeld (1994 - 1997)
- ベイウォッチ Baywatch (1994, 1998)
- 新スーパーマン Lois & Clark: The New Adventures of Superman (1995)
- Malcolm & Eddie (1996)
- ベイウォッチ・ナイツ Baywatch Nights (1996)
- Tracey Takes On... (1996 - 1997)
- 絹の疑惑 シルク・ストーキング Silk Stalkings (1998)
- ビバリーヒルズ高校白書 Beverly Hills, 90210 (1999)
- ヴェロニカ's クローゼット Veronica's Closet (2000)
- Becker (2001, 2002)
- Philly (2002)
- チャームド Charmed (2002, 2003)
- CSI:科学捜査班 CSI: Crime Scene Investigation (2002)
- シースパイズ She Spies (2003)
- One Tree Hill One Tree Hill (2005)
- 名探偵モンク Monk (2007)
- Biker Mice from Mars (2007)
- Passions (2007 - 2008)
- Gemini Division (2008)
- iCarly iCarly (2008)
- Mr. Sunshine (2011)
- クラッシュとバーンスティーン Crash & Bernstein (2012 - 2014)
- Happyish (2015)
- Nicky, Ricky, Dicky & Dawn (2015)

### テレビアニメ
- Star vs. the Forces of Evil (2015)

### ビデオゲーム
- Teenage Mutant Ninja Turtles (2014)